# Iglesia de San Emmeran (Maguncia)
La iglesia de San Emmeran (en alemán: St. Emmeran) en la ciudad de Maguncia, estado federado de Renania-Palatinado, Alemania es un templo de estilos gótico y barroco.
Se trata de una importantísima muestra de la arquitectura gótica religiosa que evoluciona a través del tiempo, adaptándose a nuevas demandas funcionales y estilísticas.

## Historia
Este templo fue remodelado a partir de siglo XIV, reutilizándose el campanario. Actualmente subsisten algunos elementos góticos, como los contrafuertes, vanos ojivales, linterna de los muertos y el óculo, la capilla mayor y la torre campanario.
El patrocinio de San Emmeran de Regensburg (también: Emmeram, † 625), el gran organizador de la iglesia de Baviera, es raro fuera de Baviera. Este hecho, junto con los hallazgos arqueológicos apuntan a una iglesia fundada en la siglo IX y por lo tanto a una época en la carolingia Maguncia fue fundada hace más iglesias y monasterios. La iglesia fue construida sobre la principal vía romana de la siglo I, construyó el campamento de legionarios en el puente Kästrich -castra duplicis- relacionados con el Rin (ahora Emmeransstraße).
En un acto del arzobispo Sigfrido II de Eppstein en 1220, la iglesia en ese momento usaba el nombre “San Heimerammi” fue mencionada por primera vez. 1245 ya se pensaba en un sacerdote de esta iglesia.
En febrero de 1916, Romano Guardini este nombramiento de coadjutor en la parroquia de San Emmeran.
Durante la Segunda Guerra Mundial, la iglesia fue gravemente bombardeada y reconstruida en los años 1960 y 1970. Fritz Arens, un conjunto histórico-artístico durante la guerra no podía, sin embargo, antes de la destrucción de los registros púlpito rococó y almacenar en la cripta de la catedral de Maguncia. El cuadro de la "Ascensión" en 1758 por Franz Anton Maulbertsch de 5x3 metros de alto hoy está es en la iglesia de San Quintín (Maguncia).
La iglesia, que ha sido frecuentado por la comunidad italiana de Maguncia, está situado en el centro histórico de Maguncia.